# Chiococca pachyphylla
Chiococca pachyphylla är en måreväxtart som beskrevs av Herbert Fuller Wernham. Chiococca pachyphylla ingår i släktet Chiococca och familjen måreväxter. Inga underarter finns listade i Catalogue of Life.